# La Mare de Déu de Betlem de Mas Colom
La Mare de Déu de Betlem de Mas Colom és la capella del Mas Colom, en el terme municipal de l'Estany, a la comarca del Moianès.
És una capella petita, d'una sola nau, al nord-oest del mas Colom.